# Enckejeva družina kometov
Enckejeva družina kometov ali Enckejev tip kometa je skupina kometov, ki imajo naslednje lastnosti:
- velika polos tirnice je manjša od Jupitrove velike polosi tirnice (a < aJ)
- imajo Tisserandov parameter TJ > 3.

Družina ima ime po Enckejevem kometu.

## Primeri
- 2P/Encke
- 74P/Smirnova-Chernykh
- 82P/Gehrels
- 87P/Bus
- 94P/Russell
- 111P/Helin-Roman-Crockett
- 129P/Shoemaker-Levy

in drugi.